# Feldbahn Ribemont–Séry–Mézières–Front
| Benzollokomotive beim Schlosspark in Séry-lès-Mézières, 26. Mai 1917 Einmündung der Feldbahn in die Vollbahn (behelfsmäßig), 26. Mai 1917            |                     |                   |                   |
| Leistungskarte der deutschen Schmalspurbahnen vor der französischen Frontgrenze im Ersten Weltkrieg von Saint-Quentin bis Laon, Geheim, Nr. 87, 1917 |                     |                   |                   |
| Spurweite: | 600 mm (Schmalspur) |                   |                   |
| |                     |                   |                   |
| \| \| \| Ribemont \| \| \| \| Séry-lès-Mézières \| \| \| \| Mézières-sur-Oise \| \| \| \| Front \|                                                   |                     |                   |                   |
| U-Bahn-Kopfbahnhof Streckenanfang (Strecke außer Betrieb)                                                                                            |                     | Ribemont          | Ribemont          |
| U-Bahn-Bahnhof (Strecke außer Betrieb) |                     | Séry-lès-Mézières | Séry-lès-Mézières |
| U-Bahn-Bahnhof (Strecke außer Betrieb) |                     | Mézières-sur-Oise | Mézières-sur-Oise |
| U-Bahn-Kopfbahnhof Streckenende (Strecke außer Betrieb)                                                                                              |                     | Front             | Front             |

Die Feldbahn Ribemont–Séry–Mézières–Front war eine im Ersten Weltkrieg 1917 verlegte 600-mm-Schmalspurbahn von Ribemont über Séry-lès-Mézières und Mézières-sur-Oise zur Front im Département Aisne in der Region Hauts-de-France.

## Geschichte
Die Bayerische Reserve-Eisenbahn-Bau-Kompagnie 3 verlegte die militärische Feldbahn im Netzwerk der Schmalspurbahnen des Kodeis 18 während des Ersten Weltkriegs nach aufwendigen Erdbewegungsarbeiten und betrieb sie mit Benzollokomotiven und Brigadewagen.
Am Ende des Kriegs gab es nur noch die Eisenbahnbrücke über die Oise in Mézières-sur-Oise, deren Sprengzünder beim Rückzug der Deutschen nicht funktioniert hatte, sowie die stark beschädigten, aber nicht zerstörten Bahnhofsgebäude in Ribemont, Long Champs und Vadencourt. Zwischen Saint-Quentin und Mézières, auf der Trasse der Hindenburglinie, war selbst das Gleisbett der Normalspurbahn verschwunden. In der Nachkriegszeit wurde die Normalspurbahn abschnittsweise neu in Betrieb genommen, bis die Strecke ab Herbst 1920 wieder durchgehend befahren werden konnte.

## Streckenverlauf
Die wichtigsten Brücken, Gebäude und Bahnanlagen der Feldbahn wurden während der Bauarbeiten im Mai 1917 fotografisch dokumentiert:
| Foto | Beschreibung                                               |
| ---- | ---------------------------------------------------------- |
|      | Planieren, 14. Mai 1917                                    |
|      | Erdarbeiten im großen Einschnitt, 15. Mai 1917             |
|      | Durchbruch des Einschnitts, 22. Mai 1917                   |
|      | Kanalbrücke bei km 0,995 (Sambre-Oise-Kanal), 26. Mai 1917 |
|      | Strecke vor dem Schlosspark Sery, 26. Mai 1917             |
|      | Ausweiche bei Séry-lès-Mézières, 26. Mai 1917              |